# Cabaret (comédie musicale)
Pour les articles homonymes, voir Cabaret (homonymie).
 (juillet 2022).
Cabaret est une comédie musicale écrite par Joe Masteroff pour le livret, Fred Ebb pour les paroles, sur une musique de John Kander.
L'histoire est adaptée de la pièce de théâtre I Am a Camera de John Van Druten, elle-même inspirée de Berlin Stories de l'écrivain anglo-américain Christopher Isherwood.

## Argument
L'action de Cabaret se déroule en Allemagne pendant les années 1930, au temps où les nazis s'activent à mettre sur pied le Troisième Reich. Dans la boîte de nuit berlinoise Kit Kat Club, on retrouve la chanteuse Sally Bowles et le Maître de cérémonie du club qui essayent grâce à leurs divertissements extravagants de faire oublier aux visiteurs les difficultés de la vie et les menaces grandissantes du monde extérieur.

## La comédie musicale
Cabaret est créé en 1966, à Broadway dans une mise en scène de Harold Prince, une chorégraphie de Ronald Field (en), des décors de Boris Aronson, et obtient huit Tony Awards. Le rôle de Sally Bowles est interprété par Jill Haworth, qui le tient pendant deux ans, le « Maître de cérémonie » est déjà Joel Grey, la logeuse est jouée par Lotte Lenya. Cette production est reprise en 1988 (toujours avec Joel Grey)
Le 28 février 1968, première au Palace Theater de Londres, de la version anglaise avec Judi Dench, Lila Kedrova, Peter Sallis, Kevin Colson et Barry Dennen dans les rôles principaux. Il existe un disque CBS 70039 avec la distribution de la création londonienne.
En 1972, la comédie musicale est adaptée au cinéma : Cabaret est réalisé par Bob Fosse et remporte huit Oscars. Dans la distribution, outre l'incontournable Joel Grey, on remarque Liza Minnelli, Michael York ou encore Helmut Griem.
En 1986, Jérôme Savary met en scène Cabaret, au Théâtre du 8e de Lyon, avec Ute Lemper dans le rôle de Sally Bowles, et Magali Noël dans celui de la logeuse. Après une tournée internationale, le spectacle est donné à Paris, au Théâtre Mogador en 1987, et obtient le Molière du meilleur spectacle musical. Cette production est reprise en 1995 avec Dee Dee Bridgewater, Jacqueline Danno et Marc Lavoine.
En 1998, Sam Mendes signe une nouvelle mise en scène de la comédie musicale. Cette version totalise 2377 représentations en six années consécutives à Broadway et obtient quatre Tony Awards, 3 Drama Desk Awards, 3 Outer Critics Circle, 1 Theatre World Award. Le personnage de Sally Bowles est interprété entre autres par Natasha Richardson en 1998, Teri Hatcher en 1999 ou encore Brooke Shields en 2001. En 2003, cette mise en scène s'exporte à Madrid dans une version espagnole (1re représentation le 15 octobre 2003), puis à Amsterdam en néerlandais depuis février 2006, et s'est installée à Paris, aux Folies Bergère, en français depuis octobre 2006. En 2007, cette version française a obtenu trois trophées aux Musicals : meilleur musical dans une adaptation, interprétation féminine et interprétation masculine ; et un record de nominations pour un spectacle musical aux Molières : théâtre musical, révélation théâtrale féminine pour Claire Pérot, révélation théâtrale masculine pour Fabian Richard, comédienne dans un second rôle pour Catherine Arditi, adaptateur pour Jacques Collard et Éric Taraud et créateur de costumes pour Emmylou Latour.
La version française de Sam Mendes est reprise en octobre 2011 en partie avec une nouvelle distribution. Cette version interprétée en français est avec notamment Emmanuel Moire, Catherine Arditi, Pierre Reggiani, Delphine Grandsart ou encore Claire Pérot.
En juillet 2014, Olivier Desbordes présente une nouvelle mise en scène de Cabaret au Domaine d'O à Montpellier, au festival de Figeac puis au Festival de Saint-Céré. Le spectacle part ensuite en tournée dans toute la France dès décembre 2014. La distribution est composée de China Moses, Nicole Croisille, Éric Perez, Samuel Theis, Patrick Zimmermann, Pauline Moulène et Clément Chébli.

## Productions françaises

### 1986-1987: Jérôme Savary
- Molières 1987 : Molière du spectacle musical

### 2006-2007:Sam Mendes(Folies Bergère)

#### Distribution Originale - Folies Bergère décembre 2006
- Sally Bowles : Claire Pérot
- Emcee : Fabian Richard
- Fraulein Schneider : Catherine Arditi
- Herr Schultz : Pierre Reggiani
- Cliff Bradshaw : Geoffroy Guerrier
- Ernst Ludwig : Patrick Mazet
- Fraulein Fritzie Kost : Delphine Grandsart

#### Production
- Adaptation du livret : Jacques Collard
- Adaptation des paroles : Eric Taraud
- Scénographie : Alberto Negrin
- Lumières : Peggy Eisenhaure et Mike Baldassari
- Son : Gaston Briski
- Maquillage et coiffure : Randy Houston Mercer
- Costumes : Ammylou Latour (d'après les costumes conçus pas Fabian Luca)
- Direction musicale : Daniel Glet
- Orchestrations : Michael Gibson
- Arrangements musicaux des danses et musique additionnelle : David Krane
- Directrice de casting : Ashley Haussman
- Productrice déléguée : Natalie Quévert
- Directeur technique : Bertrand Vanier
- Producteur exécutif : Rijk Brouwer
- Productrice exécutive internationale : Carmen Pavlovic
- Superviseur Musical : Fred Lassen
- Adaptation de la chorégraphie originale : Susan taylor
- Metteur en scène : BT McNicholl
- Producteurs : Joop van den Ende et Stéphane Huard
- Co-mise en scène et chorégraphie de la production originale : Rob Marshall
- Mise en scène de la production originale : Sam Mendes

### 2011:Sam Mendes(Stage Entertainment France & Théâtre Marigny)
- Théâtre Marigny
  - Première : 6 octobre 2011
  - Dernière représentation : 8 janvier 2012
  - 90 représentations[3]
- Tournée en France[4]
  - Première : 13 janvier 2012
  - Dernière représentation : 8 mars 2012

Reprise de la version de 2006-2007 aux Folies Bergère avec Emmanuel Moire pour le Maitre de Cérémonie (Emcee).
Production : Stage Entertainment France et le Théâtre Marigny.

### 2014-2015:Olivier Desbordes(Opéra Éclaté)
- Première : 07 juillet 2014 - à Amphithéâtre - Domaine d'O - Montpellier[5]
- Dernière représentation : 31 décembre 2015 - Théâtre de Vevey (Suisse)
- Nombre de représentations : 34 (estimation)[5],[6]

#### Distribution
- Sally Bowles : China Moses et Anandha Seethanen [en alternance]
- Le maître de cérémonie : Eric Perez
- Fraulein Schneider : Nicole Croisille
- Herr Schultz : Patrick Zimmermann
- Clifford Bradshaw : Samuel Theis
- Ernst Ludwig : Clément Chébli
- Fraulein Kost : Pauline Moulène et Flore Boixel [en alternance]

#### Production
- Mise en scène : Olivier Desbordes
- Direction Musicale (en alternance) : Dominique Trottein
- Direction Musicale (en alternance) : Manuel Peskine
- Chorégraphie : Glyslein Lefever
- Décor : Patrice Gouron
- Lumières : Guillaume Hébrard
- Costumes : Jean-Michel Angays
- Maquillage : Pascale Fau
- Vidéo : Bérenger Thouin

Coproduction : Folies Lyriques de Montpellier - Festival de Théâtre de Figeac - Opéra Éclaté
En collaboration avec Odyssud-Blagnac, Le Centre Lyrique Clermont Auvergne, l’Opéra de Massy, Le Pin Galant Mérignac, La Grande Scène du Chesnay, la Scène Nationale d’Albi et l’Archipel Scène Nationale de Perpignan